# وديع سعادة
وديع سعادة هو شاعر لبناني من مواليد 1948 في قرية شبطين شمال لبنان. ترجمت بعض أعماله إلى الألمانية والإنكليزية والفرنسية والإسبانية والإيطالية، ويعد ّمن أبرز شعراء قصيدة النثر في العالم العربي.

## سيرة ذاتية
ولد الشاعر وديع سعادة واسمه في الولادة وديع أمين اسطفان (والدته فرنجية إلياس حنا) في قرية شبطين الشمالية في العام 1948، وهاجر إلى أستراليا في أواخر عام 1988، ولا يزال يقيم فيها. ويزور بلده لبنان بين الحين والآخر.
عمل في الصحافة العربية في بيروت ولندن وباريس، وهاجر إلى أستراليا في أواخر العام 1988. ويعد سعادة من جيل شعراء قصيدة النثر في لبنان، الذي برز فيها عدد من الشعراء منهم: أنسي الحاج، شوقي أبي شقرا، بول شاول، عباس بيضون، بسام حجار… وغيرهم.

أصدر سعادة مجموعته الشعرية الأولى بخط اليد في العام 1968، ووزعها على أصدقائه، قبل أن يصدر الديوان مطبوعًا مطلع ثمانينات القرن العشرين، وكانت المجموعة تحت عنوان: «ليس للمساء إخوة» تُستَهلّ بنصّ له هذه البداية المحيِّرة:
«في هذه القرية التي تستيقظ / لتشرب المطر / انكسرت في يدي زجاجة العالم»

## نشاط وتكريم
عمل سعادة في الصحافة العربية في بيروت ولندن وباريس، وما زال يعمل في مجال الصحافة في أستراليا، كما أنه يكتب لعدد من الصحف في الدول العربية. تُرجمت بعض أعماله إلى عدة لغات.
وقد حاز سنة 2011 «جائزة ماكس جاكوب» عن الأنطولوجيا التي أعدّها له وترجم نصوصها أنطوان جوكي، وصدرت عن دار «أكت سيد» في باريس، بعنوان: «نص الغياب وقصائد أخرى». كما ترجمت أشعاره إلى عدد من اللغات الحية.
كذلك تم تكريمه سنة 2018 بجائزة الأركانة العالمية، إذ رأت اللجنة في حيثيات التكريم أن منجز سعادة الشعري متفرد، «أسهم، بجماليته في إحداث انعطافة في مسار قصيدة النثر العربية». وقال وزير الثقافة والاتصال المغربي محمد الأعرج في الحفل: إن تكريم وديع بهذه الجائزة «هو تحية مغربية للشعرية اللبنانية التي تبقى واحدة من أهم التجارب المؤسسة لحداثة الشعر العربي». وقد تم تكريمه غير مرة في لبنان والعالم العربي ودول أجنبية.

أتاح سعادة الحصول على بعض أعماله مجانًا على الإنترنت، ولا سيما أعماله الشعرية الكاملة. وقد قال سعادة في تقديم ديوانه «من أخذ النظرة التي تركتُها أمام الباب»: 
«مجموعة شعرية جديدة لي أرسلها لكم عبر الإنترنت (مرفقة ربطاً مع هذا الايميل) ولا أصدرها عن دار نشر احتجاجاً على تعامل معظم دور النشر مع الشعر كسلعة تجارية وأتمنى أن تعتبروها ككتاب مطبوع».

## أسلوبه
يوضح الكاتب وضاح شرارة في كلمة له أن وديع سعادة «يكتب» قصيدة«واحدة أو شعرًا واحدًا. فمن ألف شعره إلى يائه يلح في سؤال لا يحول: إذا جاز للألف والمبتدأ أن يكونا غامضين فلماذا الياء والموت على هذا القدر الباهر من الجلاء؟ وهو لا يعدو استئناف مسألة يخلط الأولاد بها لعبهم، وقد تكون السبب في دخولهم تحت الكلام والقول: لماذا يغيب الغائب ويرتفع الاسم علماً مراً وقاطعاً على غيابه؟». ويضيف شرارة: 
«وعلى هذا، تستغرق قول وديع سعادة الشعري كتابة الأسماء على الأشياء المسرعة إلى رمادها، من وجه، ويستغرقه، من وجه ثان، التنديد الساخر بمثل هذه الكتابة والإنكار على متخذها عملاً وصنعة، فتترجح» محاولة وصل ضفتين بصوت«بين رسم علامات الرماد والهشيم شواهد على الناس (الأحباء) والأشياء (الجميلة). وبين تمهيد العلامات والأسماء بأرض موروثة قبل الخلق».
أما الناقدة خالدة سعيد فتقول في تجربة سعادة الشعرية:
«وديع سعادة يكتب الشهاب الذي تتركه الكارثة وراءها، يكتب انتهاك الحميم وقطع المسار ومفاجأة الأحلام؛ وفي ذلك يرسم العالم كوعي مجروح وحضور مسلوب. يقبض على الفظيع الهائل بشفافية الشعر، ويفاجئ التجربة وهي تدخل سيمياء الذاكرة. فالذاكرة، بالنسبة إلى وديع سعادة، هي المنقلب الآخر للتجربة، أو هي تحولاتها الغريبة. ولا يسود هنا، غير الذكرى التي تتمثّل غسقاً لا ينتهي، تتمثّل كحضور مخطوف، شأنَ كلّ مخطوف، عاد كلّيّ الحضور».
وتقدم الباحثة علياء الداية مجموعة سعادة الكاملة، بالقول:
«كلمات وديع سعادة ونصوصه تنساب كنهر يمتلك ألوان الحياة، ويمضي بين متغيرات تتحول بين يدي الشاعر إلى كائنات متحركة، تتبادل الحوار مع مكوّنات القصيدة، كالليل والنهار، والفصول الأربعة. الإنسان في بطولة القصيدة، يسلِّم بمجرى الحياة الهادئ، ولكنه يبتعد عن اليقينيّات، إنه ليس إنساناً وحيداً، بل كائنٌ متحرك في محيطٍ ساكن، إنسان ساخرٌ، مسافر، سابح. كثيراً ما يكتنفه خيار الغرق في البحر، أو في الماء، أو في دمعة. الغرق هو وسيلة للخلاص من الحياة، أو من الأسئلة، أو هو الحياة في شكل آخر».

## إصداراته
أصدر 12 ديواناً هي:
- ليس للمساء أخوة – 1968، وط. 2: 1981
- المياه المياه – 1983 [18]
- رجل في هواء مستعمل يقعد ويفكر في الحيوانات – 1985
- مقعد راكب غادر الباص – 1987
- بسبب غيمة على الأرجح – 1992
- محاولة وصل ضفتين بصوت – 1997
- نص الغياب – 1999
- غبار – 2001 [19]
- رتق الهواء - 2006 [20]
- تركيب آخر لحياة وديع سعادة - 2006
- الأعمال الشعرية الكاملة (عن «دار النهضة العربية») - 2008 [17]
- من أخذ النظرة التي تركتُها أمام الباب؟ - 2011 [14]
- قُل للعابر أن يعود، نسيَ هنا ظلَّه - 2012
- مختارات وديع سعادة [21]

### ترجمات
- مسألة شخصية، تأليف: كنزابورو أوي. ترجمة وديع سعادة [22]
- نيسان مقصوف، تأليف: اسماعيل كاداريه. ترجمة وديع سعادة
- الأشياء تتداعى، تأليف: تشينوا أتشيبي. ترجمة وديع سعادة

## جوائز
- 2018 : جائزة الأركانة العالمية
- 2011 : جائزة ماكس جاكوب الفرنسية

## وصلات خارجية
- أعمال وديع سعادة بصيغة [23]Wordhttps://apis.mail.yahoo.com/ws/v3/mailboxes/@.id==VjN-Ix8FyBMTUnZJuarzaym3dzyLRuqfx1dagwhZ2rhIVHP2sThwAdJwmuhxJ7KRVlx5Gl2LEeEb8L4Fd0GBJs5fOA/messages/@.id==AGlV2XMNy3vZZoZskgsAaKlWrag/content/parts/@.id==2/refresh?appid=YMailNorrinLaunch&ymreqid=8a325b31-5b75-7bb8-1ccd-fb0000015900
- تسجيلات لوديع سعادة https://www.youtube.com/results?search_query=%22wadih+saadeh%22
- موقع وديع سعادة الأعمال الشعرية الكاملة
- دراسة حول الأعمال الشعرية الكاملة لوديع سعادة
- مقابلة مع الناقد محمد العباس حول شعر وديع سعادة
- poesiaarabe.com/wadih_poemas
- موسيقى مستوحاة من قصيدة لوديع سعادة
- Excerpts from 'A Secret Sky', by Michael Mahadeen
- موعد في المهجر: وديع سعادة
- وديع سعادة نشيد لضمير الغائبين https://archive.assafir.com/ssr/10330953.htmlhttps://archive.assafir.com/ssr/10330953.html
- وديع سعادة... صوت برزخي يؤنسن العابر والمحذوف
- وديع سعادة: بيت القصيد
- قصائد لوديع سعادة باللغة الإنجليزية
- قصائد سعادة باللغة الإنجليزية